# Paul Ostertag
Paul Ostertag (* 23. April 1864 in Basel; † 8. Mai 1938 in Winterthur) war ein Schweizer Maschinenbauingenieur.
Ostertag wurde als Sohn einer kinderreichen Handwerkerfamilie in Basel geboren und ging dort zur Schule. Von 1884 bis 1887 studierte er am Eidgenössischen Polytechnikum Zürich und war danach als Konstrukteur bei Thyssen & Cie in Mülheim an der Ruhr beschäftigt. 1890 ging er für die Deutsche Exportbank als bauleitender Ingenieur nach Lissabon. Dort lernte er am 1. August 1891 seine spätere Ehefrau Pauline Willi kennen, mit der er fünf Kinder zeugte.
1893 kehrte er in die Schweiz zurück und wurde als Professor für Maschinenbau an das Kantonale Technikum Winterthur berufen. Er zeichnete dort verantwortlich für die Schaffung eines Maschinenlaboratoriums, in dem er auch unterrichtete. Von 1928 bis 1934 war er Direktor des Technikums, bevor er 1934 emeritierte.
Paul Ostertag starb am 8. Mai 1938 nach kurzer, schwerer Krankheit in Winterthur.

## Werke (Auswahl)
- Die Entropie. Diagramme der Verbrennungsmotoren, einschliesslich der Gasturbine, 1928
- Kälteprozesse, 1933
- Kolben- und Turbokompressoren, 1919